# Gustaaf Wappers
Gustaaf Wappers, właśc. Egidius Karel Gustaaf Wappers (ur. 23 sierpnia 1803 w Antwerpii, zm. 6 grudnia 1874 w Paryżu) – belgijski malarz romantyczny, tworzący w Antwerpii (1822–1853) i Paryżu (1853–1874).

## Biografia
Wappers urodził się 23 sierpnia 1803 roku w Antwerpii. Studiował na Królewskim Uniwersytecie Sztuk Pięknych w swoim rodzinnym mieście oraz w Paryżu. Jego pierwsze dzieło, Poświęcenie sołtysa Lejdy, zawitało na brukselskich salonach w 1830. Gustaaf został zaproszony na dwór w Brukseli, a w dwa lata później mianowany profesorem malarstwa na antwerpskiej akademii. Największą sławę osiągnął w 1835 – wtedy powstało jego dzieło życia, Epizod z belgijskiej rewolucji 1830. Król Leopold ogłosił go swoim nadwornym malarzem, a po śmierci Matthieu van Bree znalazł się na stanowisku dyrektora akademii w Antwerpii. Jednym z jego uczniów był Ford Madox Brown, znany angielski malarz. W 1844 namalował swoje kolejne słynne dzieło, Obrona Rodos przez Zakon Kawalerów Mieczowych, oraz otrzymał tytuł barona od króla belgijskiego. Zmarł w 1874 w Paryżu.

## Twórczość
Wappers tworzył dzieła o dość klasycznej tematyce (Złożenie Chrystusa do grobu), chociaż skupiał się bardziej na romantycznych wizjach historii. Wśród obrazów tego drugiego typu najbardziej znane są: Epizod z belgijskiej rewolucji 1830, Obrona Rodos przez Zakon Kawalerów Mieczowych, Boccaccio na dworze Joanny I, Karol IX, Koronacja króla Leopolda.

## Wybrane obrazy

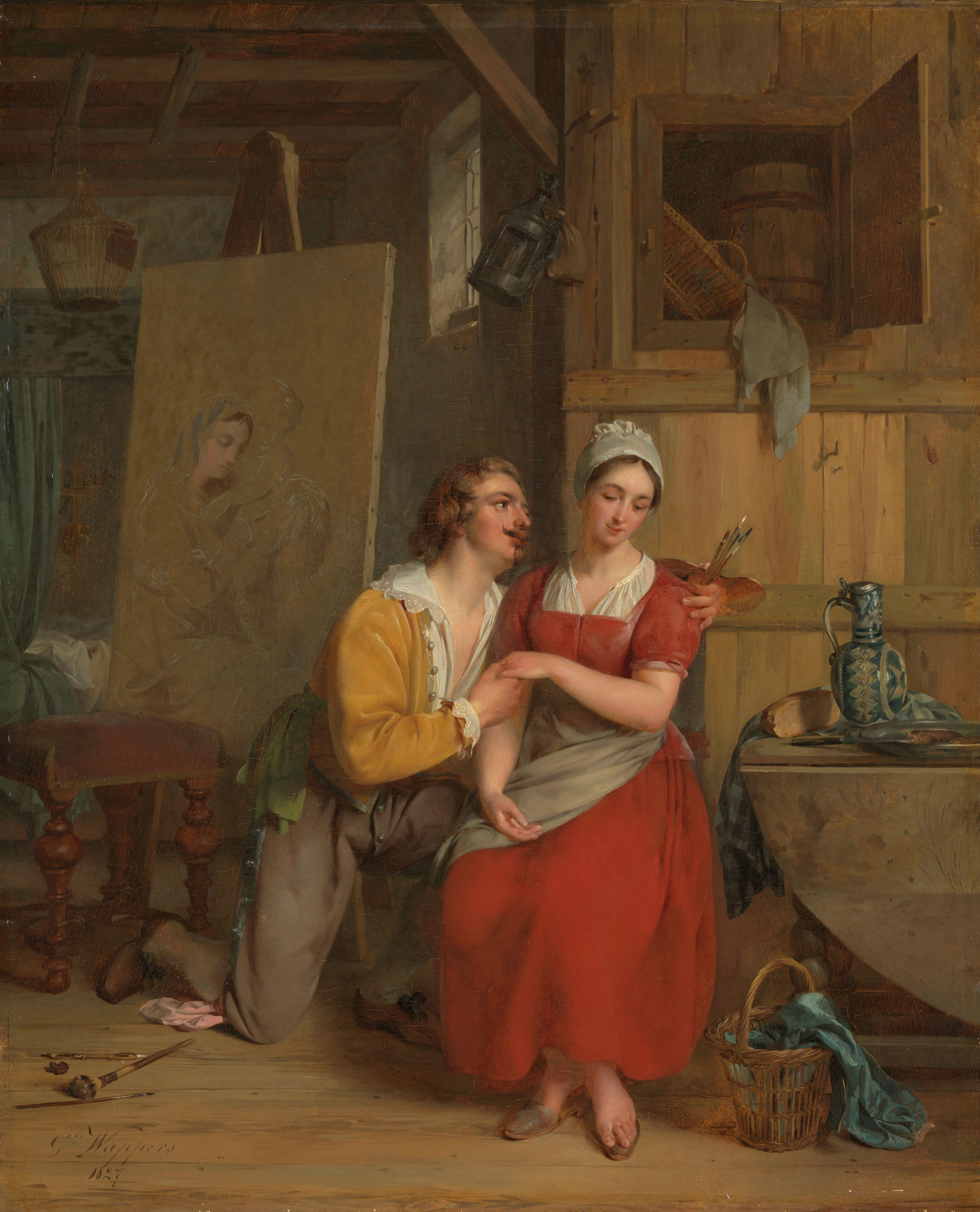
Antoon van Dyck zakochany w swojej modelce (1827)
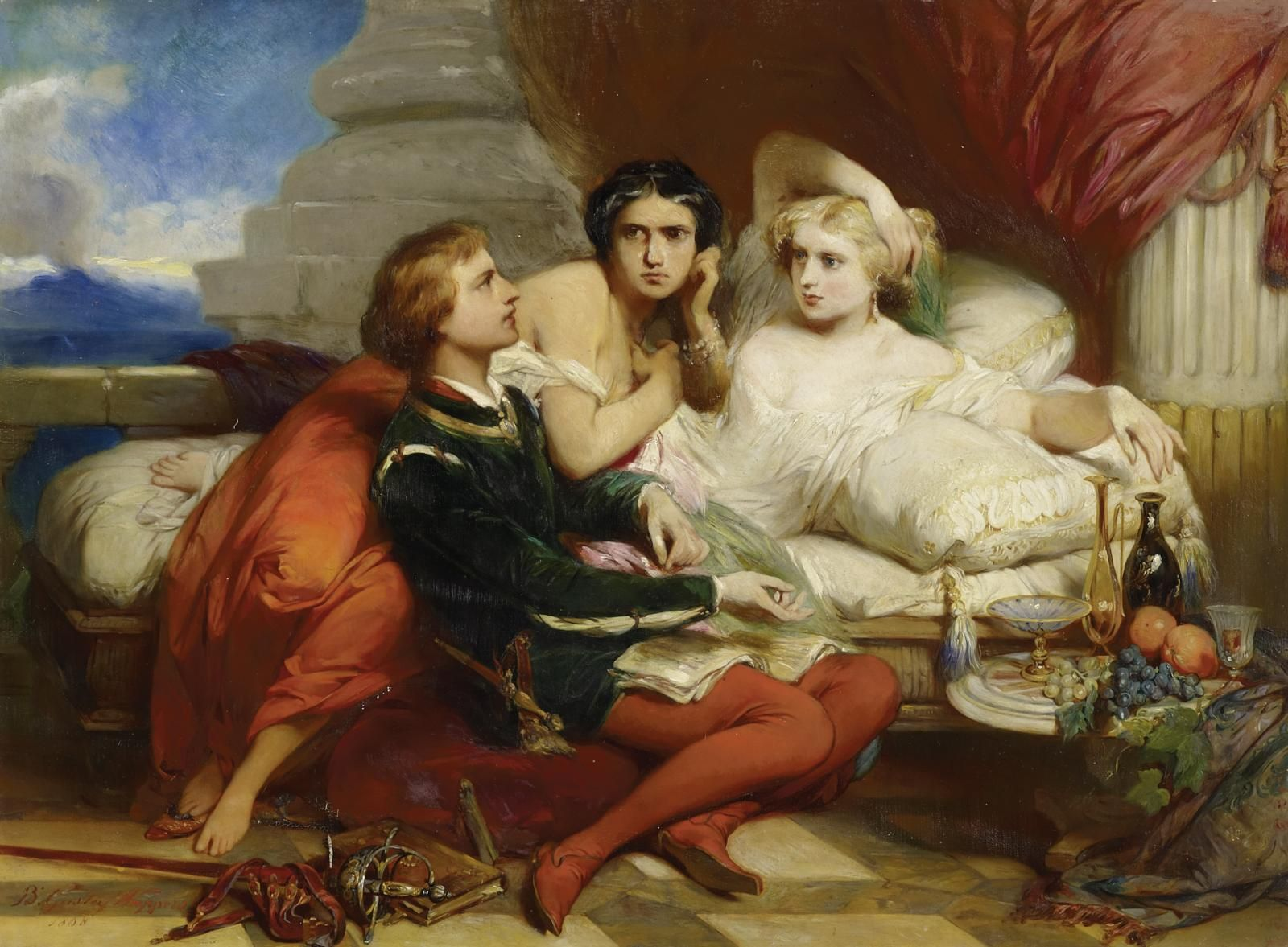
Boccaccio na dworze Joanny I (1868)
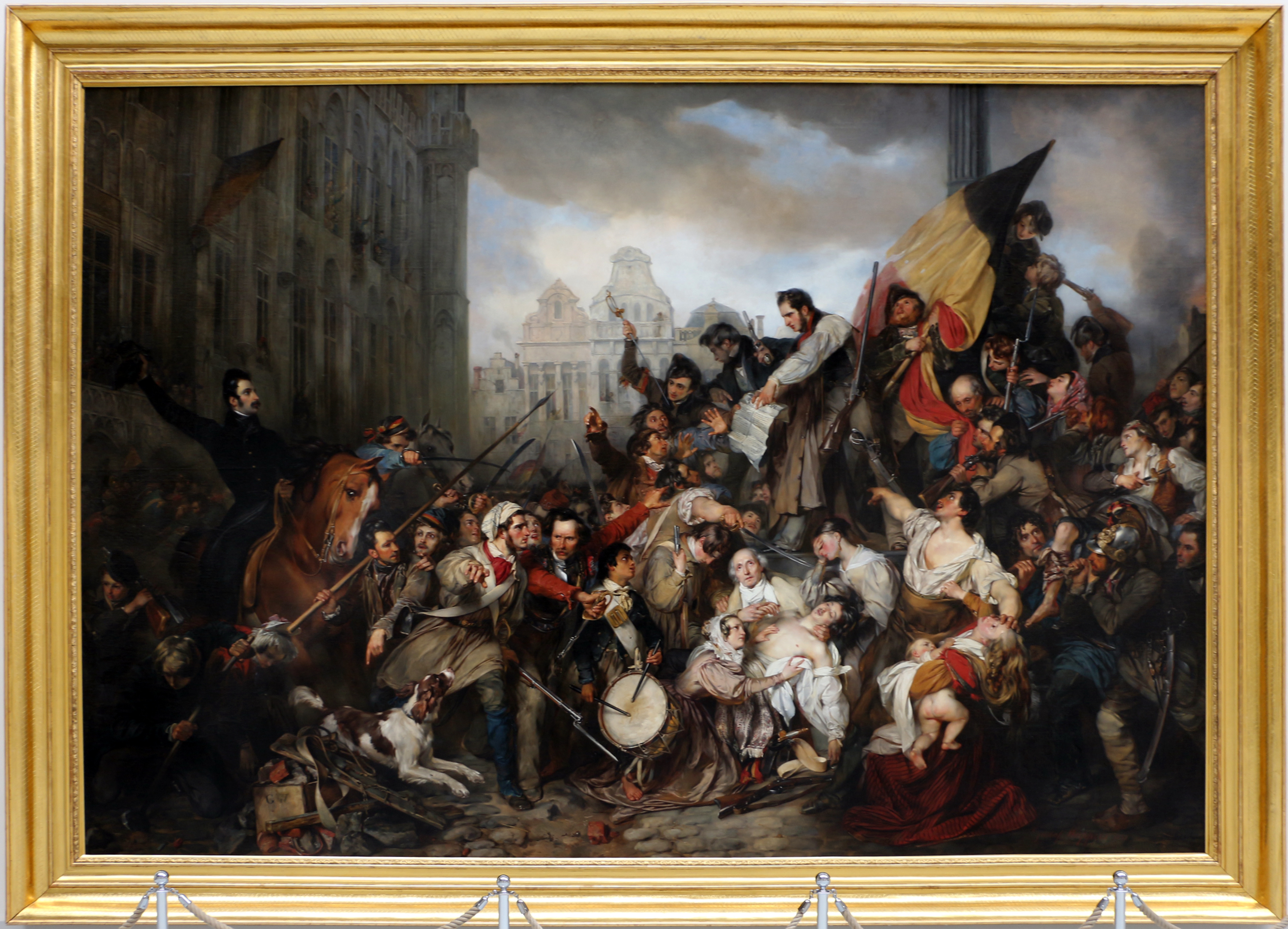
Epizod z belgijskiej rewolucji 1830 (1835)
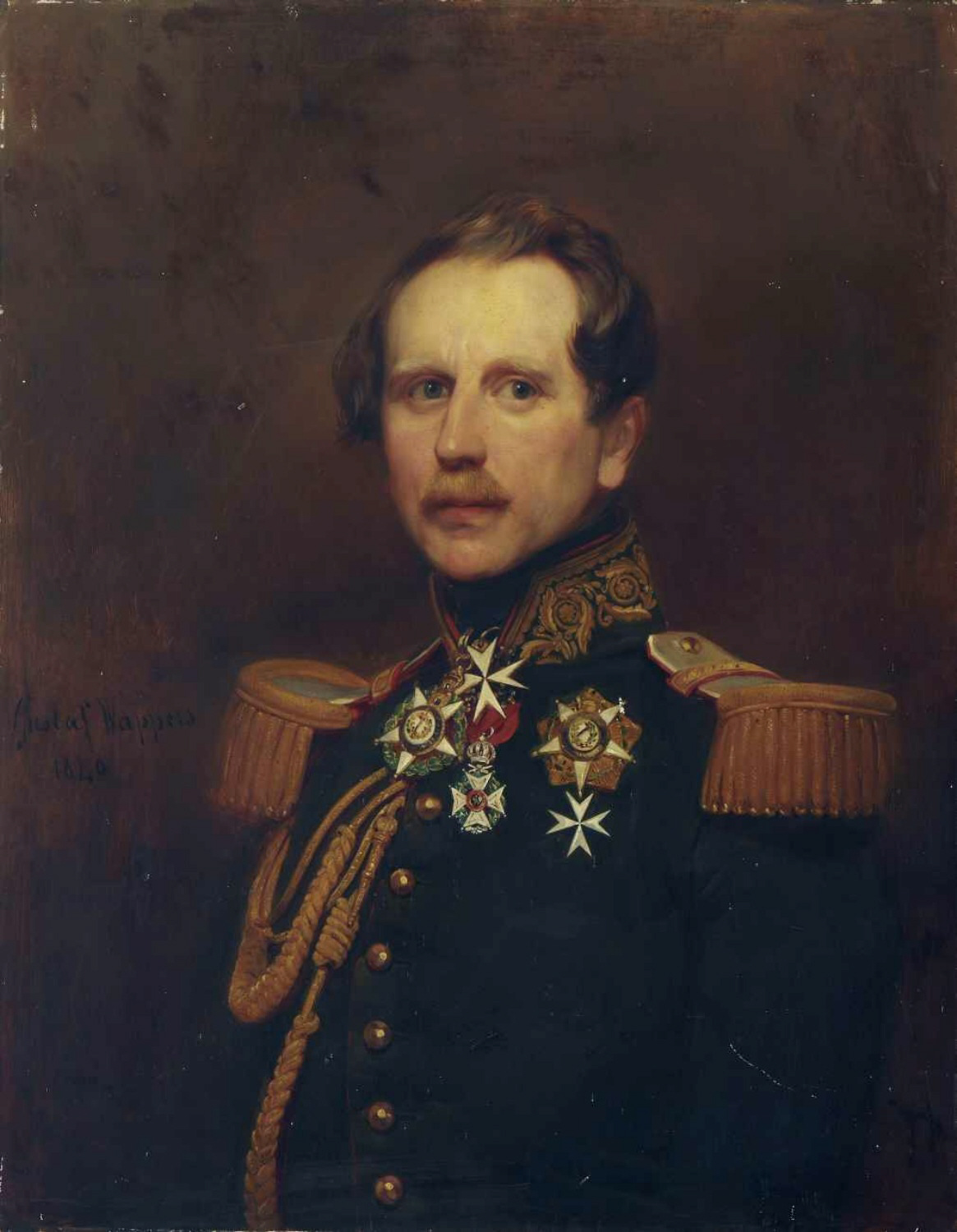
Portret belgijskiego oficera (1840)
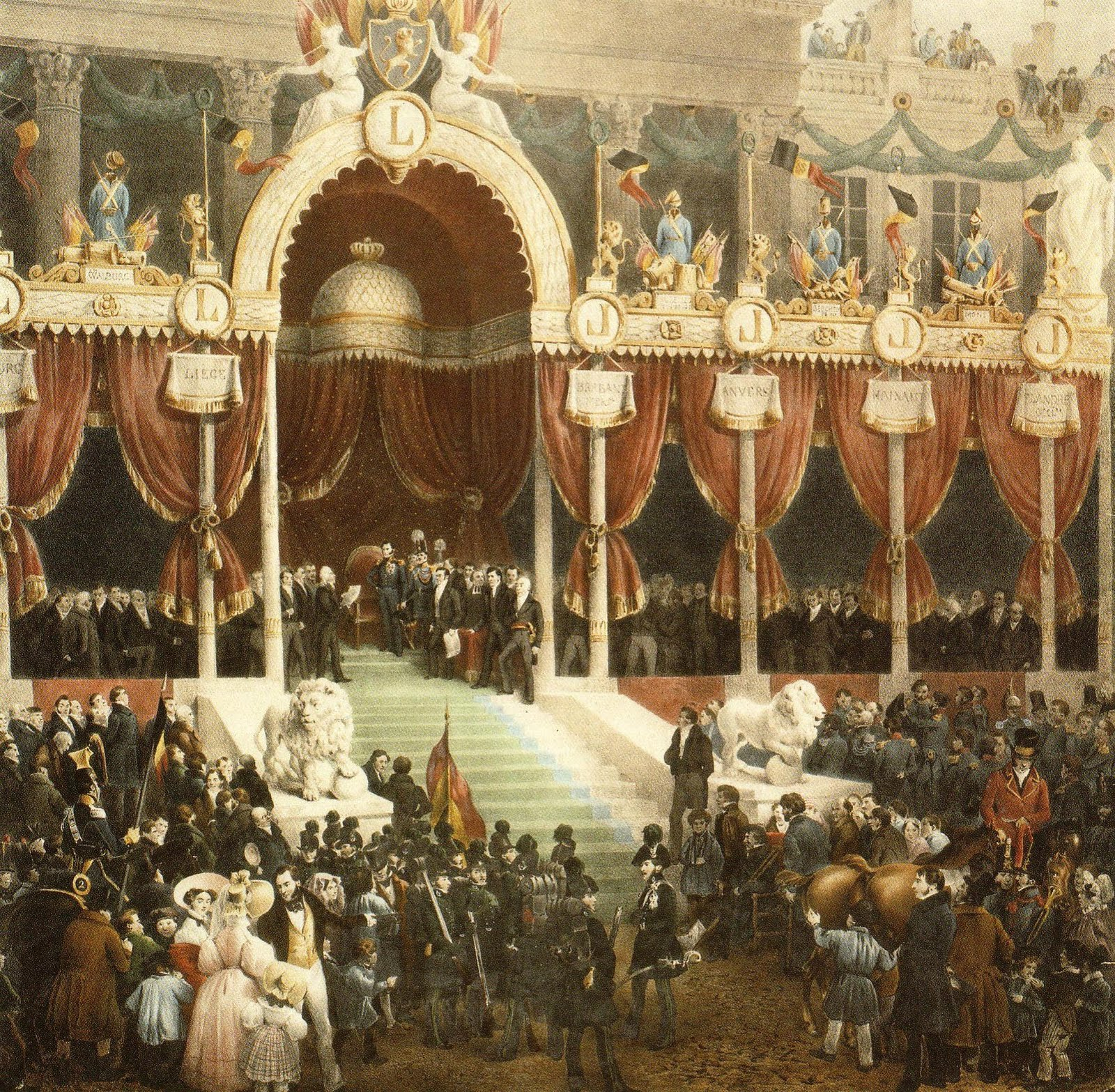
Koronacja króla Leopolda (1831)
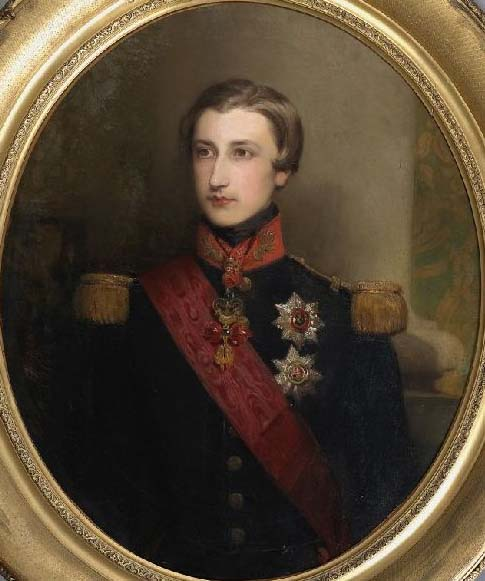
Leopold, książę Brabancji (1854)
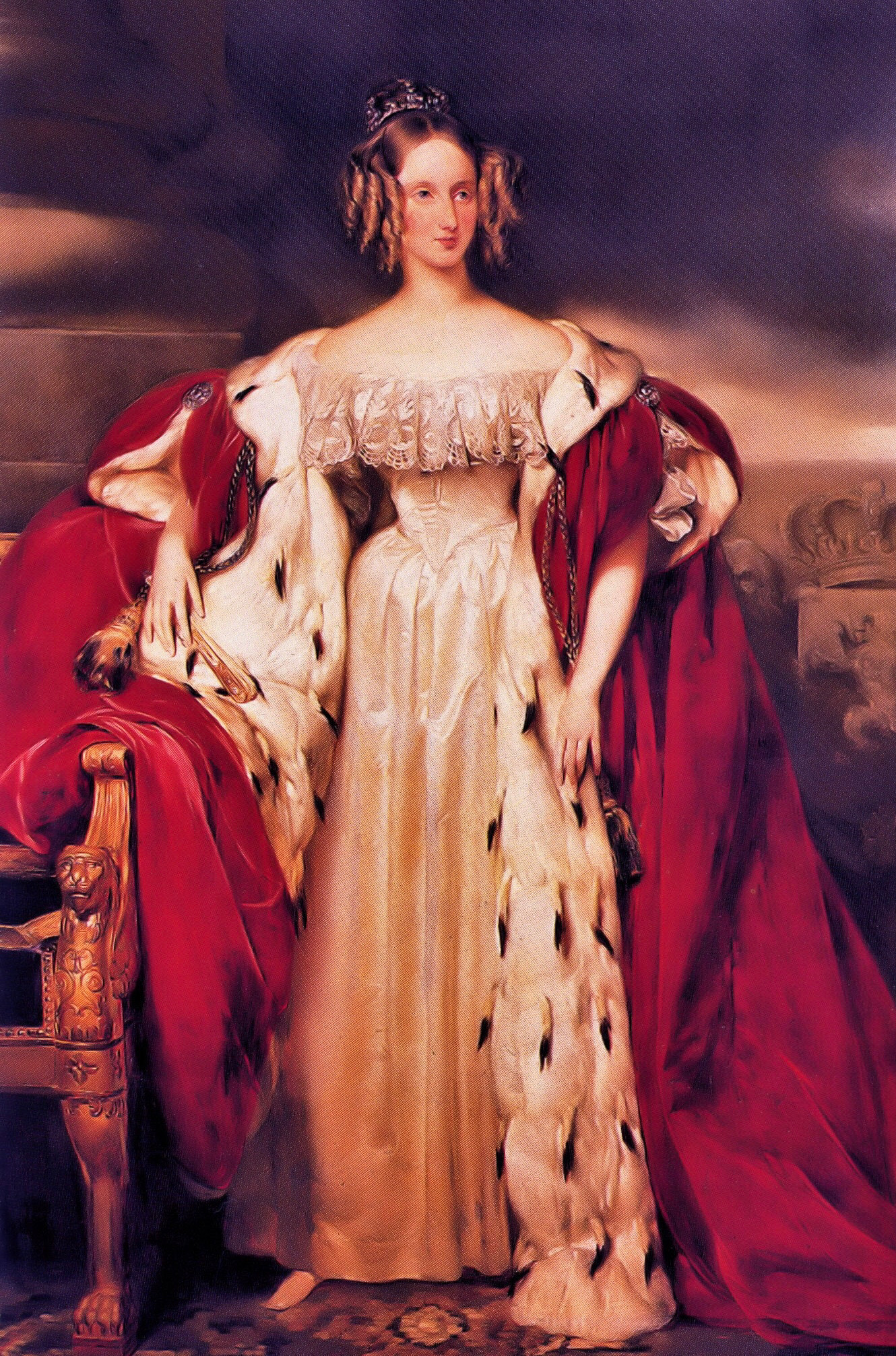
Portret Ludwiki Orlańskiej (lata 30. XIX wieku)
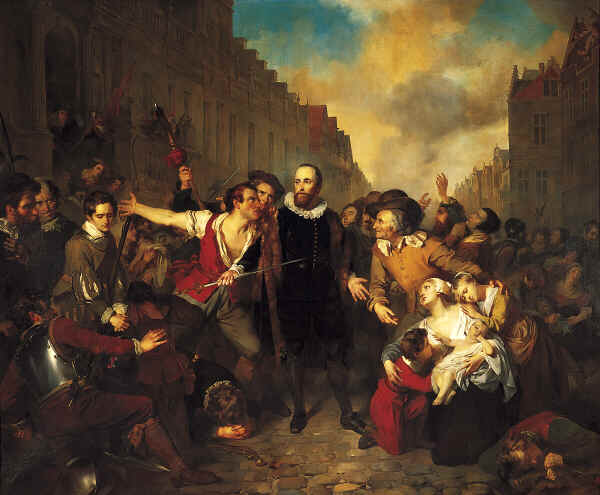
Poświęcenie burmistrza van der Werff (1829)